# Rade Končar
Rade Končar (en serbe cyrillique : Раде Кончар ; né le 6 août 1911 à Končarev Kraj (en) et mort le 22 mai 1942 à Šibenik) est un militant communiste yougoslave d'origine serbe, secrétaire du comité central du Parti communiste de Croatie (KPH) et membre du comité central du Parti communiste de Yougoslavie (KPJ) ; dans ce cadre, il fut l'un des organisateurs de la lutte de libération nationale de la Yougoslavie (NOB) en Croatie durant la Seconde Guerre mondiale. Exécuté par les Oustachis, il a été décoré à titre posthume de l'ordre du Héros national.

## Biographie
Rade Končar naît le 6 août 1911 à Končarev Kraj (en), un village situé près des lacs de Plitvice, dans la région de la Lika. Il est issu d'une famille serbe. En 1922, il termine ses études élémentaires et se rend à Belgrade puis à Leskovac où il apprend le métier de mécanicien,.
En 1925 et 1926, il travaille en tant qu'assistant en métallerie à Leskovac et à Grdelica puis, de 1927 à 1934 comme ajusteur à la Direction des tramways et de l'éclairage de Belgrade. De cette époque date son engagement politique. En 1932, il devient membre de la Ligue de la jeunesse communiste de Yougoslavie (en) (en serbo-croate : Savez komunističke omladine Jugoslavije ; en abrégé : SKOJ) et, en 1933, membre du Parti communiste de Yougoslavie (KPJ) ; à partir de 1933, il dirige une cellule de la section des jeunes au sein de la Ligue des travailleurs de la métallurgie de Yougoslavie (Savez metalskih radnika Jugoslavije ; en abrégé : SMRJ).
En 1934, pendant son service militaire, Rade Končar est arrêté et condamné à un an de prison pour « activisme communiste ». Après avoir purgé sa peine, il se rend à Zagreb, où il travaille à l'atelier local de la société Siemens AG. Il y organise une cellule du parti communiste et un comité de grève. Ces activités lui valent une ascension rapide au sein du Parti. À la fin de 1937, il est à nouveau arrêté mais en octobre, faute de preuves suffisantes concernant ses liens avec les communistes, il est libéré par le Tribunal d'État pour la sûreté de l'État (Državni sud za zaštitu države).
En 1938, il devient membre du comité de district du Parti communiste de Croatie (KPH) et membre du comité central du SMRJ. Proche de Tito et du comité central du Parti communiste de Yougoslavie (KPJ), il participe à la restructuration du KPH et, à l'été 1939, il participe à sa direction transitoire en devenant membre de son politburo. À la fin de la même année, il entre au comité central du KPJ.
À partir de janvier 1940, Rade Končar vit dans la clandestinité à Zagreb. En avril, il devient secrétaire pour l'organisation du Parti communiste de Croatie et, en août, à la première conférence du Parti, il est élu secrétaire de son comité central. En octobre de la même année, il devient également membre du bureau politique du comité central du Parti communiste de Yougoslavie.
Après l'invasion du royaume de Yougoslavie par les forces de l'Axe en avril 1941, il participe activement à l'organisation des actions contre l'occupant et ses collabarateurs. Dans la seconde moitié du mois de juillet, il se rend à Karlovac et dans la région de Kordun pour coordonner les attaques contre les Oustachis croates alliés aux nazis et participe à la création de détachements des Partisans yougoslaves. En août et en septembre, à Zagreb, il organise et coordonne plusieurs coups de force. En septembre 1941, il prend part à la Consultation de Stolice, près de Krupanj ; le lieu de cette rencontre est aujourd'hui inscrit sur la liste des sites mémoriels d'importance exceptionnelle de la République de Serbie. Il se rend ensuite à Split pour y organiser la résistance contre l'occupation italienne.
Le 17 novembre 1941, Končar est blessé au cours d'un affrontement et arrêté par les Italiens. Il refuse de révéler son identité mais son nom leur est communiqué par des Oustachis de Zagreb. Jugé par un tribunal spécial à Šibenik, en Dalmatie, il est condamné à mort et exécuté le 22 mai 1942.

## Hommages
Le 7 août 1942, Rade Končar a reçu le titre de Héros national de la Yougoslavie, devenant ainsi l'un des premiers Partisans yougoslaves à être décoré de cet ordre. Il a été l'une des « icônes » de la République fédérative socialiste de Yougoslavie[réf. nécessaire]. Après la guerre, son corps a été transféré de Šibenik dans le Tombeau des héros nationaux qui se trouve au cimetière de Mirogoj à Zagreb.

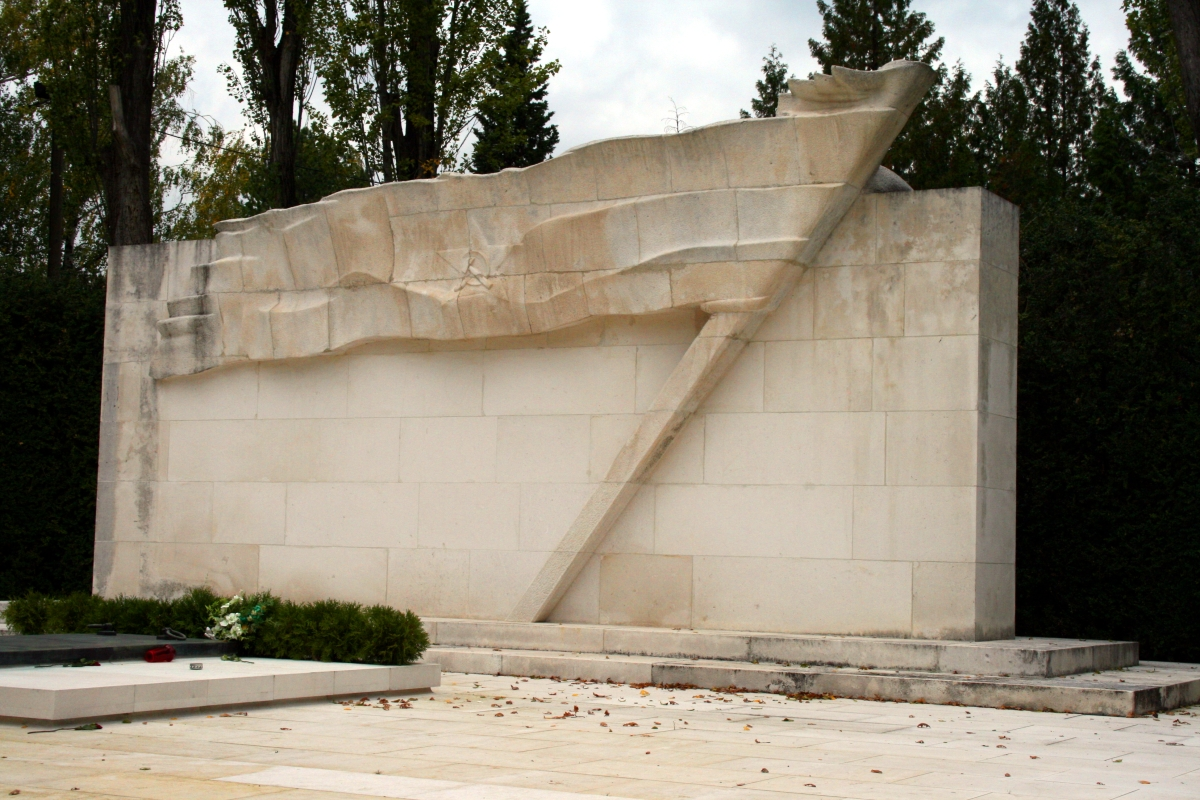
Le Tombeau des Héros nationaux de Zagreb (en) à Zagreb
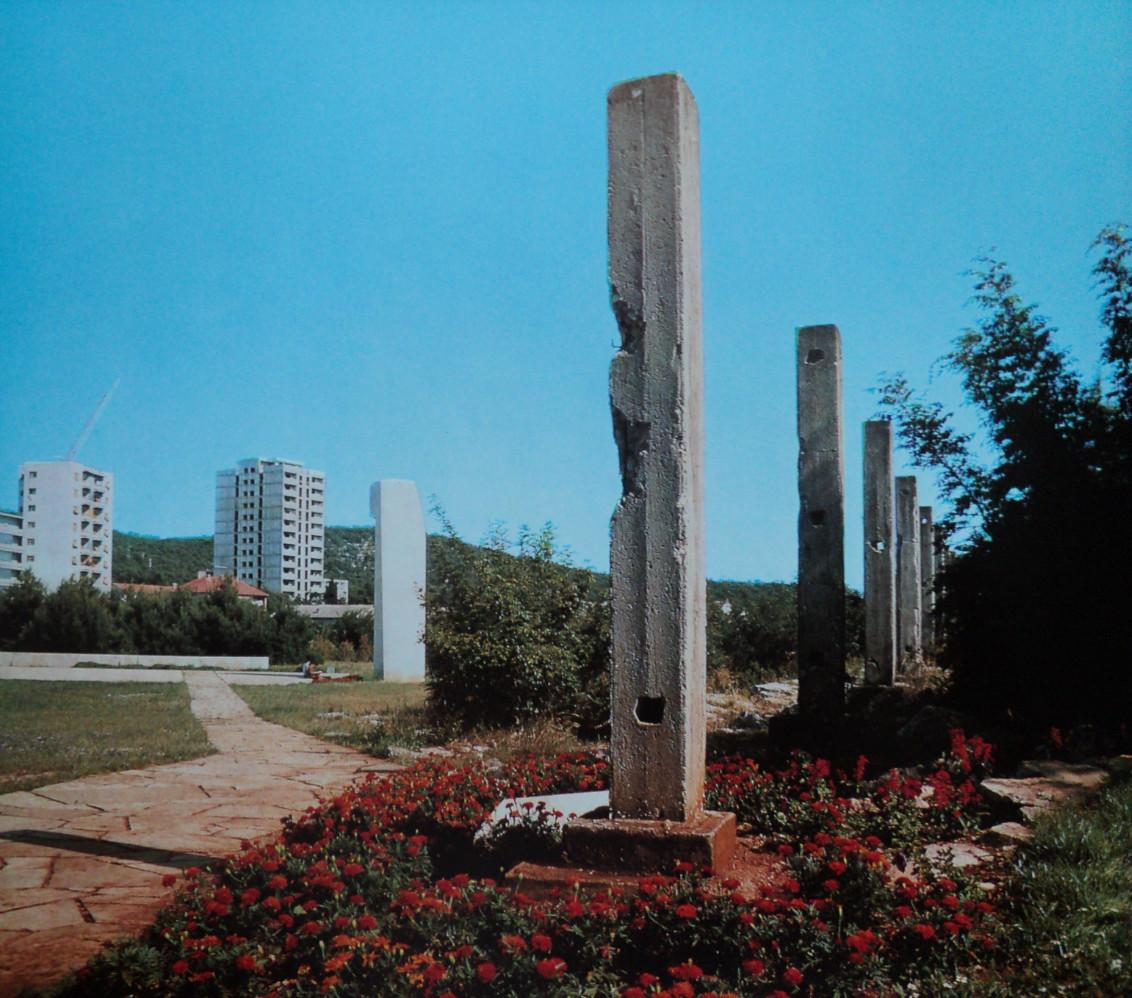
Le monument à Rade Končar dans le parc commémoratif de Šubićevac (sr) à Šibenik (premier plan)

Un grand nombre d'entreprises, qui existent encore aujourd'hui, portent son nom comme le Končar Group en Croatie ou encore la société Rade Končar Beograd en Serbie et la société Rade Končar Skopje en Macédoine. Plusieurs écoles primaires ou secondaires (où l'on dispose un enseignement technique ou électrotechnique) portent son nom dans l'ex-Yougoslavie, comme l'école de génie électrique Rade Končar de Belgrade, créée en 1945. Un très grand nombre de rues portent également son nom.